# Vlag van Niawier

Vlag van Niawier

De vlag van Niawier is de dorpsvlag van het Nederlandse dorp Niawier, in de Friese gemeente Noardeast-Fryslân. De vlag werd in 1988 geregistreerd.
De dorpsvlaggen van 28 dorpen in Dongeradeel werden op 28 januari 1988 goedgekeurd door de gemeenteraad van de vroegere gemeente Dongeradeel.

## Beschrijving
De beschrijving van de vlag is als volgt:
Vluchtschuin gedeeld van geel en groen; in het geel een rood Jeruzalemkruis van halve hoogte.
De kleuren zijn afkomstig van het dorpswapen.

## Symboliek
- Groen vlak: duidt op de terp waar het dorp op gelegen is, hetgeen ook terugkeert in het deel "wier" van de plaatsnaam.[4]
- Jeruzalemkruis: verwijst naar het klooster Sion in het dorp. De rode kleur is ontleend aan de wapens van het bisdom Utrecht en de landstreek Oostergo.[4]

## Zie ook

Wapen van Niawier